# Kanal A (Slowenien)
Kanal A ist ein kommerzieller Fernsehsender in Slowenien. Er wird von der Holding Central European Media Enterprises betrieben.

## Geschichte
Kanal A war der erste werbefinanzierte Fernsehsender Sloweniens, wurde noch vor der Loslösung von Jugoslawien gegründet und nahm am 16. Mai 1991 den Sendebetrieb auf. Neben Kanal A betreibt die Central European Media Enterprises in Slowenien noch die Sender Pop TV und POP BRIO.
Das Programm besteht aus Serien, Spielfilmen und Eigenproduktionen. US, Kroatische und Deutsche Inhalte ("Alarm für Cobra 11") werden zugekauft. Einige internationale Formate produziert Kanal A selbst als slowenische Version (Big Brother etc.). Inhalte werden auch von Pop TV übernommen.